# 1979-es Intervíziós Dalfesztivál
Az 1979-es Intervíziós Dalfesztivál volt a harmadik Intervíziós Dalfesztivál, melynek sorozatban harmadszor a lengyelországi Sopot adott otthont. A pontos helyszín a Forest Opera volt. A versenyre 1979. augusztus 22. és 25. között került sor.

## A helyszín és a verseny
A verseny pontos helyszíne sorozatban harmadszor a lengyelországi Sopotban található Forest Opera volt, amely 4 400 fő befogadására alkalmas.
Ebben az évben először minden országot csak egy előadó és egy dal képviselt.
Ebben az évben egy új szavazási rendszert vezettek be: a nemzetközi szakmai zsűri tíz dalt értékelt 1-8, 10 és 12 ponttal. Ezt a rendszert alkalmazzák az Eurovíziós Dalfesztiválon is.
Ez volt az egyetlen alkalom, mikor a házigazda ország győzött.
A verseny házigazdái sorozatban harmadszor Irena Dziedzic és Jacek Bromski voltak.

## A résztvevők
Ebben az évben három ország is debütált: Belgium, Marokkó és Portugália. Kuba egy kihagyott év után visszatért a dalfesztiválra, míg Kanada visszalépett a versenytől.
Érdekesség, hogy a belga versenyző, Pierre Rapsat 1976-ban részt vett az Eurovíziós Dalfesztiválon is, ahol nyolcadik helyet ért el.

## A szavazás
A nemzetközi zsűrit Bulgária, Csehszlovákia, Finnország, Lengyelország, Magyarország, a Német Demokratikus Köztársaság, Románia és a Szovjetunió zsűritagjai alkották.

## Térkép

Részt vevő országok
Országok, melyek korábban részt vettek, de ebben az évben nem

## Döntő
| #  | Ország                         | Nyelv    | Előadó                              | Dal                   | Magyar fordítás        | Helyezés | Pontszám |
| -- | ------------------------------ | -------- | ----------------------------------- | --------------------- | ---------------------- | -------- | -------- |
| 01 | Belgium                        | N/A      | Pierre Rapsat                       | N/A                   | N/A                    | 10.      | 17       |
| 02 | Portugália                     | portugál | Gabriela Schaaf                     | Eu só quero           | Csak azt akarom        | 12.      | 6        |
| 03 | Bulgária                       | N/A      | Sztefka Berova és Jordan Marcsinkov | N/A                   | N/A                    | 10.      | 17       |
| 04 | Románia                        | román    | Mirabella Dauer                     | Darul copiilor        | Gyermeki ajándék       | 8.       | 23       |
| 05 | Csehszlovákia                  | cseh     | Lenka Filipová                      | Vyjdi ven             | Menj el!               | 6.       | 38       |
| 06 | Magyarország                   | magyar   | Cserháti Zsuzsa                     | Különös szilveszter   | —                      | 3.       | 62       |
| 07 | Finnország                     | finn     | Ritva Oksanen                       | Tuulessa soitto sousi | Pusztít a szél         | 9.       | 21       |
| 08 | Szovjetunió                    | orosz    | Jaak Joala                          | Podberu muziku        | Vedd fel a zenét!      | 4.       | 56       |
| 09 | Spanyolország                  | spanyol  | Red de San Luis                     | Toros en México       | Bikák Mexikóban        | 2.       | 66       |
| 10 | Német Demokratikus Köztársaság | német    | Michael Hansen és a Nansis          | Sommer, komm wieder   | Nyár, gyere vissza!    | 5.       | 38       |
| 11 | Kuba                           | spanyol  | Annia Linares                       | Remedio               | Gyógyszer              | 11.      | 13       |
| 12 | Lengyelország                  | lengyel  | Czesław Niemen                      | Nim przyjdzie wiosna  | Mielőtt eljön a tavasz | 1.       | 82       |
| 13 | Marokkó                        | N/A      | Chems                               | N/A                   | N/A                    | 7.       | 25       |

## Zsűri és a szavazás sorrendje
- Bulgária – Atanasz Koszev
- Lengyelország – Zbigniew Napierała, Barbara Pietkiewicz, Jerzy Gruza
- Csehszlovákia – Igor Wasserberger
- Finnország – Jarmo Porola
- Románia – Titus Muntenau
- Német Demokratikus Köztársaság – Dieter Walter
- Magyarország – Módos Péter
- Szovjetunió – W. G. Ternyioloszkij

## Fordítás
Ez a szócikk részben vagy egészben  a(z)   Конкурс песни Интервидение 1979 című orosz Wikipédia-szócikk ezen változatának fordításán alapul.  Az eredeti cikk szerkesztőit annak laptörténete sorolja fel. Ez a jelzés csupán a megfogalmazás eredetét és a szerzői jogokat jelzi, nem szolgál a cikkben szereplő információk forrásmegjelöléseként.